# The Legendary Irakere in London
The Legendary Irakere in London es un álbum de jazz de Irakere grabado en vivo en el Ronnie Scott's Club en octubre de 1987. Fue producido por Pete King y Chris Lewis. Fue publicado por Jazz House Records en 1992 y por Milan Jazz en 1994. 

## Intérpretes
- Jesús "Chucho" Valdés: Piano.
- Oscar Valdés: Percusión y voz.
- Enrique Pla: Batería y percusión.
- Carlos Emilio Morales: Guitarra.
- Carlos del Puerto: Bajo y coros.
- José Luis Cortés: Saxo barítono y soprano; flauta.*
- Carlos Averhoff: Saxo tenor y flauta.
- German Velazco: Saxo alto y soprano; flauta
- Jorge Varona: Trompeta y Flugelhorn.
- Juan Mungía: Trompeta y Flugelhorn.
- Adalberto Hernández: ingeniero de sonido.

## Lista de temas
- Bailando así (5:46). Compositor, C. Valdés.

- Johana (9:50). Compositor, C. Valdés.

- Estela va a estallar (Stella by starlight)(9:29). Compositor, Washington - Young.

- Las Margaritas (7:45). Compositor, C. Valdés.

- Lo que va a pasar (7:12). Compositor, C. Valdés.

- The duke (16:54). Compositor, Dave Brubeck.

- Datos: Q10996805